# Kerkapoly István
Kerkapoly István (Balatonudvari, Zala vármegye, 1789. március 26. - Mihályfa, Zala vármegye, 1848. március 10.) Zala vármegye alispánja, országgyűlési követe.

## Élete
Református kisnemesi család sarja. Apja Kerkapoly János (1756-1808), anyja szentkirályszabadjai Cseh Erzsébet volt. Testvérének, Kerkapoly Jánosnak (1794-1828) a fia, Kerkapoly Károly, jogi doktor, pénzügyminiszter, egyetemi tanár, a Magyar Tudományos Akadémia levelező tagja volt. A Pápai Református Gimnázium elvégzése után, jogot tanult és ügyvédi oklevelet szerzett. A nagy-vázsonykeői uradalomnak egy jeles emberének, nemes Kelemen Ferencnek és feleségének, Murmon Jozéfának két leánya volt: Róza és Klementina. Kerkapoly István, aki szerényebb hátterű volt, megszerezte Róza kezét. Ezután, csakhamar lett a szigligeti uradalom ügyésze. A vármegye közigazgatásába lépett és 1828. június 8. és 1834. szeptember 22. között a tapolcai járás főszolgabírája volt. Esze, becsülete, az emberekkel való bánásmódja
meghódította számára a vármegyét.
Jó barátja lett a keszthelyi gróf tolnai Festetics Lászlónak is, gróf Festetics Györgynek fia, de jó barátja volt Deák Ferencnek is. Kerkapoly István segített Kisfaludy Sándornak a balatonfüredi színház építésében. A Balatonarácsi Téglaégető létesítése neki köszönhető. 1830. augusztus 9.-étől 1830. december 20.-áig Zala vármegye országgyűlési követe volt. 1834. szeptember 22.-én Zala vármegye másodalispánjává választották, tisztség, amelyet 1837. szeptember 25.-éig töltötte be, amikor Zala első alispánja lett. A vármegye első alispáni tisztséget 1848. március 10.-éig, halála napjáig töltötte be. Alispánsága alatt, 1843. augusztus 31. és 1844. november 13. között volt a vármegye országgyűlési követe is. Ekkor egyedül képviselte Zala megyét. Munkája során Deák Ferenc liberális reformpolitikáját támogatta; Zala liberális eszméi egyik legnagyobb támogatója volt Csúzy Pállal, Csány Lászlóval és Csertán Sándorral együtt.
Váratlan halála megszakította az alispánságát; ekkor jó barátja, nyirlaki Tarányi-Oszterhuber József (1792-1869), táblabíró, néhány hónapig helyettes alispánként tevékenykedett.

## Házassága és leszármazottjai
Felesége, nemes Kelemen Rozália (*1796.–†Kővágóőrs, 1847. február 7.) úrnő, akitől született:
- Kerkapoly Móric (Kővágóörs, Zala vármegye, 1821. december 10. –Szenttamás-puszta, Zala vármegye, 1888. március 26.) jogász, 1848-as szabadságharc őrnagya, országgyűlési képviselő. Neje: lovászi és szentmargitai Sümeghy Mária (*Söjtör, 1823. augusztus 7.–†Szenttamás-puszta, Zala vármegye, 1903. december 18.)
- Kerkapoly Jozefa (1823-1875). Férje: nemes Diskay Lajos, ügyvéd.
- Kerkapoly Todor (1829-1911), 1848-as szabadságharc századosa, postamester. Neje: nemes Mórocza Leopoldina.
- Kerkapoly Balázs (1832-1877), Zalamegyei árvaszéki ülnök, 1848-as szabadságharc honvéd hadnagya.[5]
- Kerkapoly István (1838-1891), református lelkész. Neje: Brummer Viktória.
- Kerkapoly Kálmán (1841-1870). Felesége, nemes Tóth Mária.
- Kerkapoly Amália. Férje, Kerkapoly Sándor, söjtöri birtokos.

Első felesége halála után, 1848. március 3.-án Mihályfán vette el 1848. március 3-án nemes Szalay Anna (1800.–† Mihályfa, 1850. március 22.) úrnőt, aki forintosházi Forintos József (1791-1839) földbirtokosnak az özvegye volt.